# Let’s Fly
Let’s Fly war eine spanische Charter-Fluggesellschaft mit Sitz in Barcelona. Als Basis des Unternehmens diente der Flughafen Barcelona-El Prat.
Das Unternehmen erwarb im Jahr 2011 von Top Fly eine ATR 42-320; ab dem 1. September 2012 wurde das Flugzeug an Aeronova verpachtet.
Mit Stand Dezember 2016 war kein Flugzeug mehr auf die Gesellschaft zugelassen, ebenso war die Webseite zu diesem Zeitpunkt nicht mehr erreichbar.
Das Unternehmen hat den Betrieb eingestellt.